# Лосьмино
Лосьмино — деревня в Смоленской области России, в Вяземском районе. Население — 65 жителей (2007 год). Расположена в восточной части области в 15 км к юго-востоку от районного центра, у автодороги Р132 Вязьма — Калуга — Тула — Рязань на берегах реки Лосьминки. В 3,5 км к юго-западу от деревни станция Лосьмино на железнодорожной ветке Вязьма – Занозная. Входит в состав Кайдаковского сельского поселения.

## История
В прошлом село в Юхновском уезде Смоленской губернии. В 1755 году майор Георгий Шатихин построил в селе каменную Преображенскую церковь (в настоящее время полуразрушена). Церковь воздвигнута в стиле нарышкинского барокко. Ажурный крест над храмом  был сделан во второй половине 19 в. Сохранились остатки парка усадьбы Шатихиных и каскад прудов.  До 2004 года в деревне была средняя школа.

## Экономика
Сельхозпредприятие «Лосьмино», добыча торфа.